# Kanton Attichy
Kanton Attichy (fr. Canton d'Attichy) byl francouzský kanton v departementu Oise v regionu Pikardie. Skládal se z 20 obcí. Zrušen byl po reformě kantonů 2014.

## Obce kantonu
- Attichy
- Autrêches
- Berneuil-sur-Aisne
- Bitry
- Chelles
- Couloisy
- Courtieux
- Croutoy
- Cuise-la-Motte
- Hautefontaine
- Jaulzy
- Moulin-sous-Touvent
- Nampcel
- Pierrefonds
- Rethondes
- Saint-Crépin-aux-Bois
- Saint-Étienne-Roilaye
- Saint-Pierre-lès-Bitry
- Tracy-le-Mont
- Trosly-Breuil